# Telipogon pulcher
Telipogon pulcher är en orkidéart som beskrevs av Heinrich Gustav Reichenbach. Telipogon pulcher ingår i släktet Telipogon och familjen orkidéer. Inga underarter finns listade i Catalogue of Life.